# یوخاری صلاح‌لی
یوخاری صلاح‌لی (یوخاری سالاحلی) (به لاتین: Yuxarı Salahlı) یک منطقه مسکونی در جمهوری آذربایجان است که در شهرستان قزاق واقع شده است. این روستا ۳۴۰۶ نفر جمعیت دارد.

## بومیان و اهالی شناخته‌شده
- صمد وورغون - شاعر برجسته اهل جمهوری سوسیالیستی آذربایجان شوروی [۱]